# 韓国国学振興院
韓国国学振興院（朝: 한국국학진흥원、英: Advanced Center for Korean Studies）は、伝統的な文化遺産の調査研究を通じて、将来の社会を担う精神座標を確立するために設立された財団法人である。安東市陶山面退溪路1997。

## 組織
安東市陶山面退溪路1997
- 企画調整室
- 研究部
- 資料部
- 事務局